# Gerhard Stöck
Gerhard Stöck (ur. 28 czerwca 1911 w Grabionnej, niem. Kaiserswalde, zm. 29 marca 1985 w Hamburgu) – niemiecki lekkoatleta specjalizujący się w rzucie oszczepem i pchnięciu kulą.
Dwukrotny medalista igrzysk olimpijskich w 1936 w Berlinie. W konkursie rzutu oszczepem po 4 kolejkach zajmował 5. miejsce. W przedostatniej kolejce osiągnął odległość 71,84 m, co dało mu zwycięstwo. W pchnięciu kulą zajął 3. miejsce.
Na mistrzostwach Europy w 1938 w Paryżu zdobył srebrny medal w pchnięciu kulą, a w rzucie oszczepem zajął 7. miejsce. Trzykrotnie był akademickim mistrzem świata: w 1935 w rzucie oszczepem i pięcioboju, a w 1939 w pchnięciu kulą.
Był mistrzem Niemiec w rzucie oszczepem w 1938, a w latach 1933–1937, 1939, 1946 i 1947 wicemistrzem. Zdobył także srebrne medale w pchnięciu kulą w 1935, 1936, 1938 i 1947 oraz brązowy medal w 1946. W 1936 został wicemistrzem Niemiec w dziesięcioboju.
Od 1933 należał do SA; w 1944 otrzymał stopień Sturmbannführera. Po wojnie był działaczem sportowym, szefem misji olimpijskich połączonych reprezentacji Niemiec. Jego córka, Jutta, była znaną sprinterką, olimpijką i medalistką mistrzostw Europy.